# 리사 마리
리사 마리 스미스(영어: Lisa Marie Smith, 1968년 12월 5일 ~ )는 미국의 배우이다.

## 출연 작품
- 에드우드